# Meitou
Meitou (kinesiska: 梅头, 梅头镇) är en köping i Kina. Den ligger i provinsen Zhejiang, i den östra delen av landet, omkring 270 kilometer söder om provinshuvudstaden Hangzhou.
Genomsnittlig årsnederbörd är 2 185 millimeter. Den regnigaste månaden är juni, med i genomsnitt 294 mm nederbörd, och den torraste är januari, med 75 mm nederbörd.